# Offerton Park
Offerton Park var en civil parish 2002–2011 när det uppgick i Stockport unparished area, i distriktet Stockport, Storbritannien. Det ligger i grevskapet Greater Manchester och riksdelen England, i den centrala delen av landet, 250 km nordväst om huvudstaden London. Civil parish hade 3 762 invånare år 2001.